# 伊和都比売神社

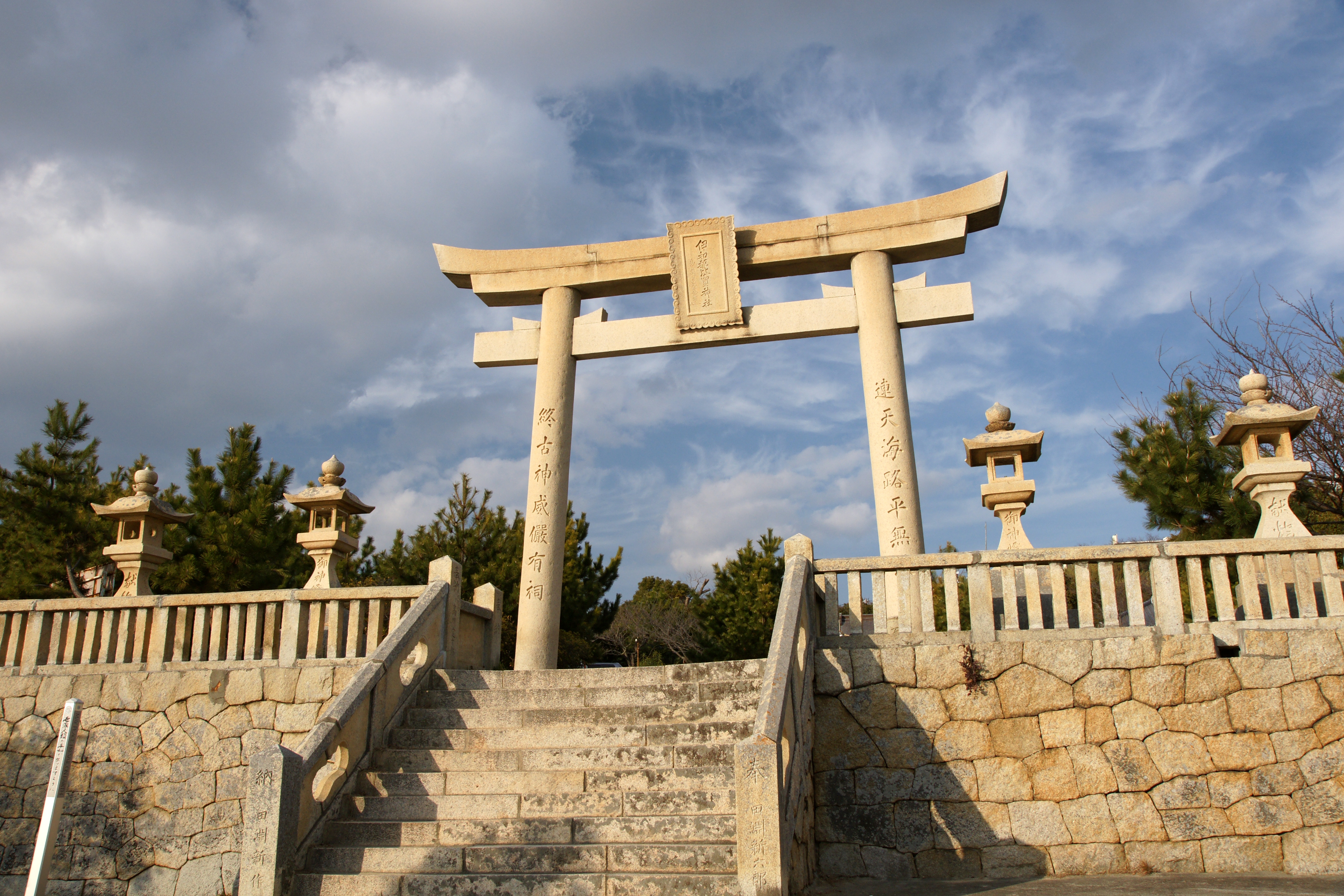
海に面する鳥居

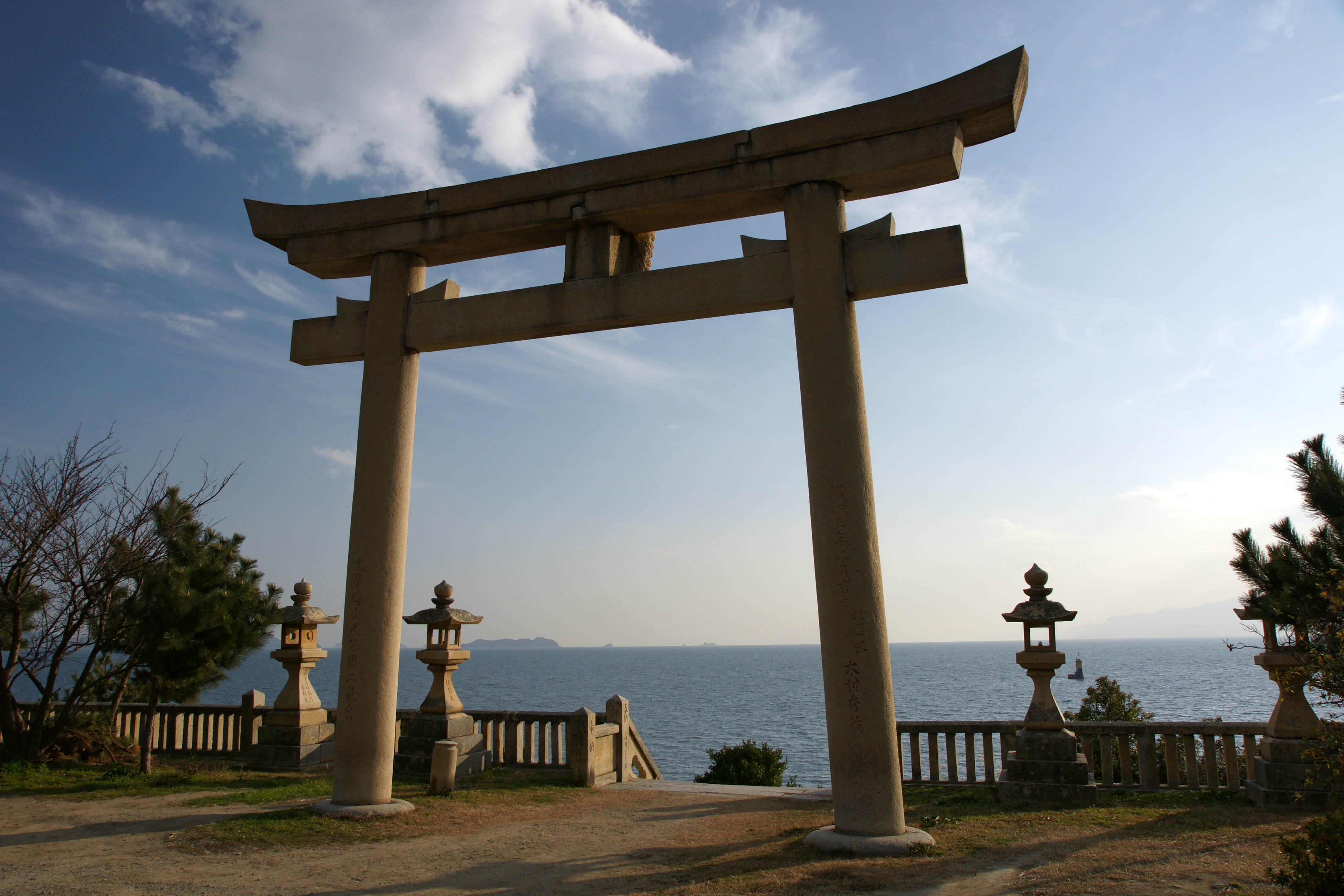
鳥居越しに海を望む

伊和都比売神社（いわつひめじんじゃ）は、兵庫県赤穂市御崎にある神社。式内社で、旧社格は郷社。
赤穂御崎温泉街に所在し、海に向かって鎮座する。航海安全や縁結びの神様として信仰を集めている。

## 祭神
御祭神は伊和都比売大神。元々は豊受比売であるとも、また播磨国一宮である伊和坐大名持御魂神社（現在の伊和神社）の神（大穴牟遅神）の比売神とも言われる。古くから「御崎明神」と称せられる。

## 歴史
平安時代の延喜式神名帳で赤穂郡3座の筆頭に記される古社である。
長らく海上の岩礁「八丁岩」にあった社を江戸時代の天和3年（1683年）に浅野長直が現在の地へ移した。明治時代には東郷平八郎が日露戦争開戦前に勝利祈願のため訪れた。このことから、帝国海軍関係者の信仰を集め、戦前まで東郷平八郎を初めとする連合艦隊司令長官が艦隊を率いて海上より参拝を行った。現在も航海安全や大漁の祈願など、船乗りらによる海上からの参拝は盛んに行われている。

## 境内

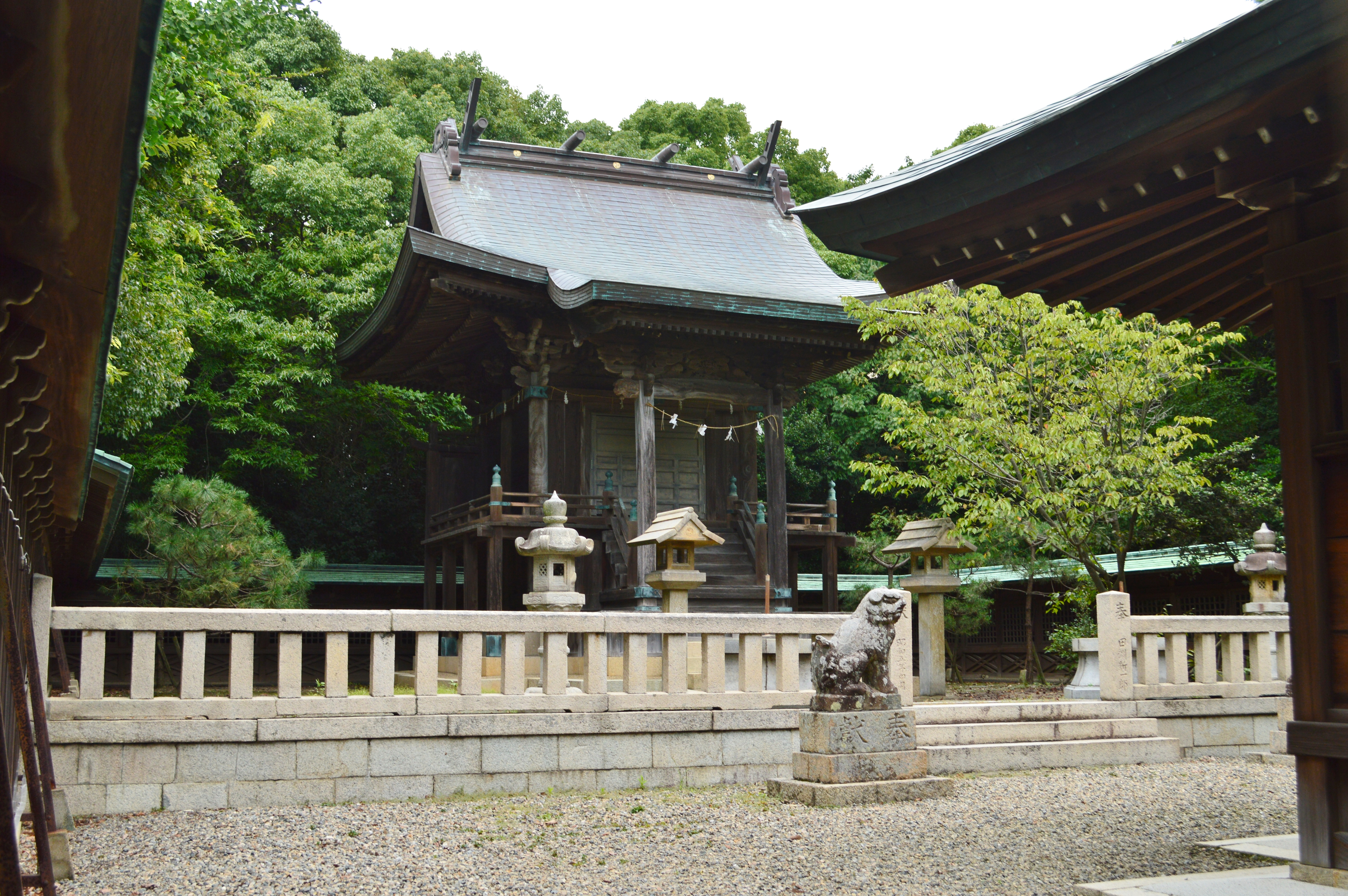
本殿
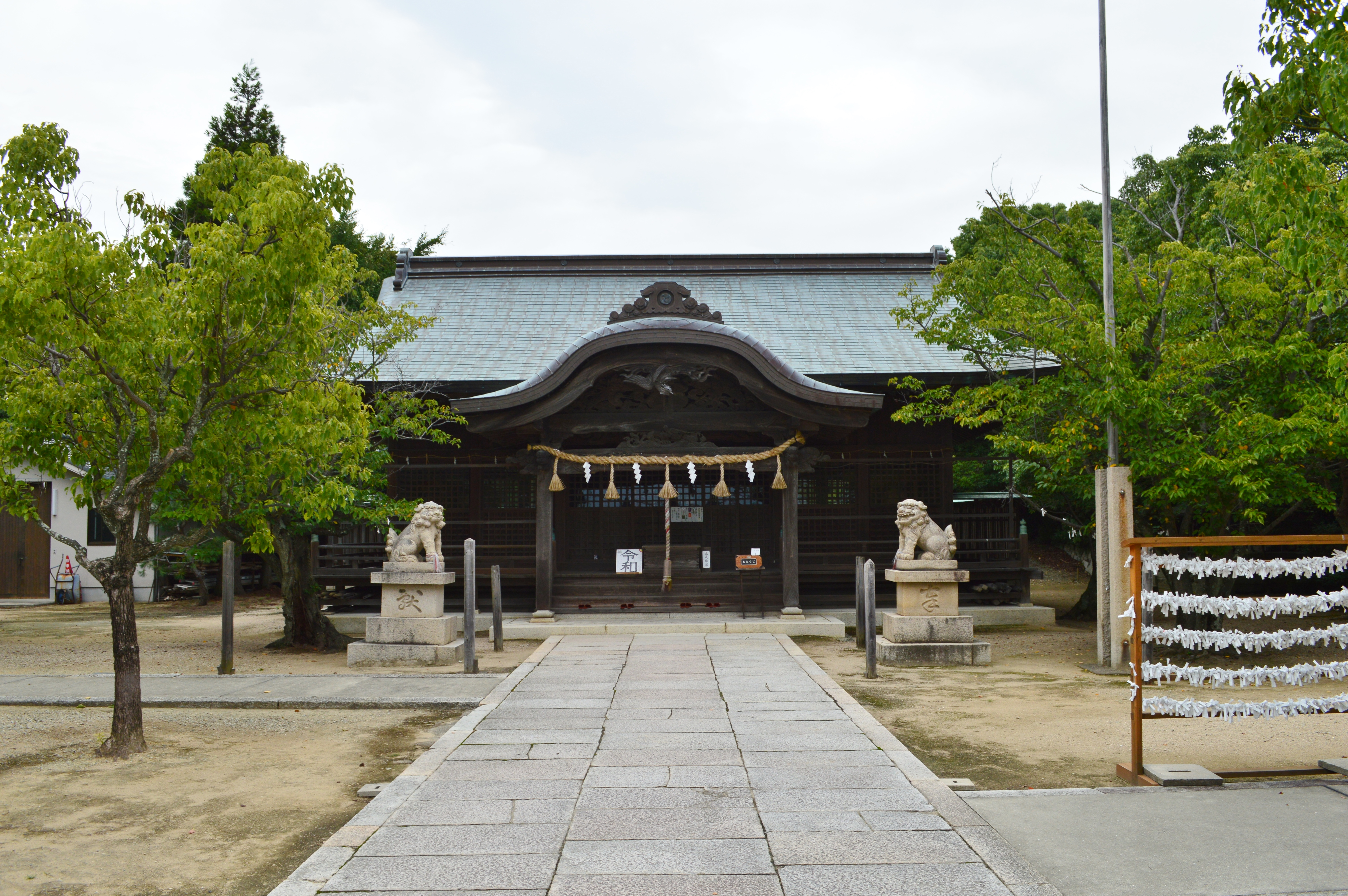
拝殿
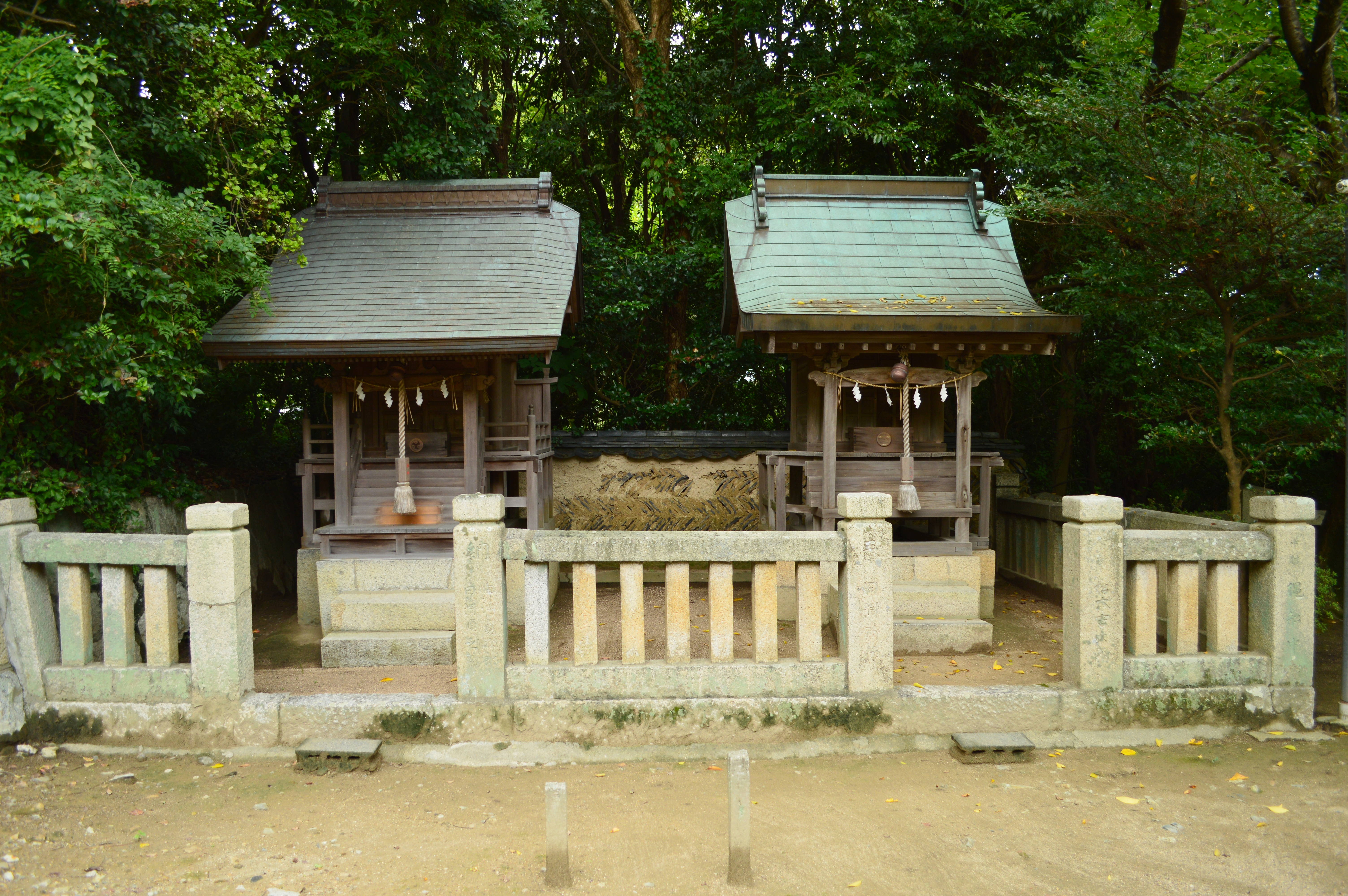
境内社

## 交通アクセス
- 赤穂線 播州赤穂駅から バス（ウエスト神姫）「御崎／保養センター」方面行きで15分、「御崎」下車、徒歩5分

## 周辺
- 赤穂御崎
  - 赤穂御崎海岸遊歩道
  - キラキラ坂
  - 大石名残の松
  - 赤穂御崎温泉
  - 福浦海水浴場
- 桃井ミュージアム
- 赤穂市立田淵記念館
- 兵庫県立赤穂海浜公園
  - 赤穂市立海洋科学館

## 明石郡の伊和都比売神社
延喜式神名帳では播磨国明石郡にも同名の伊和都比売神社が記されている。現在、旧明石郡内には同名の神社はなく、明石市大蔵本町の稲爪神社、稲爪神社の境内摂社の稲爪浜恵比須神社、明石市岬町の伊弉冊神社、明石市材木町の岩屋神社が論社となっている。